# وين روبرتس
وين روبرتس (بالإنجليزية: Wynn Roberts)‏ هو متسابق بياثل أمريكي، ولد في 1 مارس 1988 في فرغوس فولز في الولايات المتحدة.

## وصلات خارجية
- وين روبرتس على موقع IBU (الإنجليزية)
- وين روبرتس على موقع أوليمبيديا (الإنجليزية)